# Drusus graecus
Drusus graecus là một loài Trichoptera trong họ Limnephilidae. Chúng phân bố ở miền Cổ bắc.